# 사이토 유카
사이토 유카(일본어: 斉藤 佑圭 さいとう ゆか[*], 1986년 11월 13일 ~ )는 일본의 여성 성우. 후쿠시마현 출신. 아오니 프로덕션 소속.

## 주요 출연작

### 애니메이션
- 2008년
  - 오뎅군 - 우즈라
  - 명탐정 코난 - 미도리카와 쿠라라(512화 엑스트라)

- 2009년
  - 괭이갈매기 울 적에 - 루시퍼
  - 사키 -Saki- - 다나카 마이
  - 학생회의 일존 - 아카바 치즈루

- 2010년
  - 괴담 레스토랑 - 아이자와 아카네
  - 다마고치! - 사루토비치
  - 시귀 - 무토 아오이

- 2011년
  - 꿈을 먹는 메리 - 요시다
  - 베이비 프린세스 - 미조레
  - 슈팅 바쿠간 3기 - 제네트 시로네, 렌 크로울러(아역)
  - 스켓 댄스 - 이누이, 욧시, 이토 쿠미
  - 전파녀와 청춘남 - 오오이 토오에, 야마모토(소년기)

- 2012년
  - 그 여름에서 기다릴게 - 담임
  - 소녀는 언니를 사랑한다 - 두 사람의 엘더 - 미카도 타에코
  - 아마가미 SS + - 연극부 부장
  - 작안의 샤나 FINAL - 힐데가르드
  - 캄피오네! - 세이슈인 에나 외 각종 단역
  - 하이스쿨 D×D - 미라
  - 화려한 나의 일족 - 아사기 하루

- 2014년
  - 금색의 코르다 Blue♪Sky - 키사라기 리츠(유년기)
  - 대도서관의 양치기 - 사쿠라바 타마모
  - 마법과고교의 열등생 - 사토미 스바루
  - 사쿠라 트릭 - 타카야마 메구미, 이케노 카에데의 남동생
  - 원피스 - 코튼, 에스타
  - 위치 크래프트 워크스 - 복, 에보그

- 2015년
  - 미소녀 전사 세일러 문 Crystal - 여학생
  - 전파교사 - 연구원
  - 사쿠라코 씨의 발밑에는 시체가 묻혀 있다 - 마도카 히토에

- 2016년
  - 게이트 - 자위대. 그의 땅에서, 이처럼 싸우며 - 미저리

- 2017년
  - 은의 묘지기 - 리쿠 레이

- 2018년
  - 이토 준지 컬렉션 - 배역 다수
  - 은의 묘지기 2 - 리쿠 레이
  - 우마무스메 PRETTY DERBY - 스페셜 위크의 양어머니
  - 페르소나 5 the Animation - 타케미 타에

- 2019년
  - 라이플 이즈 뷰티풀 - 하야미네 야요이

- 2020년
  - 어떤 과학의 초전자포 T - 와타나베

- 시기미정
  - 아이돌 마스터 밀리언 라이브! - 나가요시 스바루

#### 게임
- 2009년
  - 도키메키 메모리얼4 - 각종 단역
  - 루니아Z - 아스카
  - 테일즈 오브 더 월드 레디안트 마이솔로지2 - 주인공

- 2010년
  - 알 토네리코 3 - 모모코
  - 전장의 발큐리아2 - 소피아 콜린즈, 롯테 네첼
  - 학생회의 일존 DS하는 학생회 - 아카바 치즈루
  - Angelic Crest - 마티나, 오필로, 마나

- 2011년
  - 예익의 유스티아 - 피오네 실바리아
  - 테일즈 오브 더 월드 레디안트 마이솔로지3 - 주인공
  - Another Century's Episode Portable - 미라 레인
  - code_18 - 토키미네 하루카

- 2012년
  - 룬 팩토리 4 - 엘루미나타
  - 스타프라! - 카시와기 노에미
  - 전국무쌍 크로니클 2nd - 이이 나오토라
  - 츠지도씨의 순애로드 - 호조 아유미
  - 코드 오브 프린세스 - 디스티니
  - 환상수호전 이어지는 백년의 시간 - 프리디카, 챠옴진, 도미티아
  - Beast Breakers - 레베카 로버츠

- 2013년
  - 갓이터 2 - 프랑 프랑수아 프란체스카 드 부르고뉴
  - 대도서관의 양치기 - 사쿠라바 타마모
  - 아이돌 마스터 밀리언 라이브 - 나가요시 스바루
  - 츠지도씨의 버진로드 - 호조 아유미
  - 카오스 히어로즈 온라인 - 실크, 헤르쥬나/레이디 데스
  - 토귀전 - 유우

- 2014년
  - 대도서관의 양치기 -Dreaming Sheep- - 사쿠라바 타마모
  - 로봇 걸즈 Z 온라인 - 드릴 스페이저
  - 슈퍼로봇대전 OG 사가 마장기신 F COFFIN OF THE END - 엘리시아 제피르
  - 영뢰 ~다크사이드 프린세스~ - 레그리나
  - 전국무쌍 4 - 이이 나오토라
  - 토귀전 극 - 유우

- 2015년
  - 상주전신관학원 만선진 - 히고로모 난텐
  - 쿠로가네 회희담 -섬야일야- - 후나사카 타마네
  - 클로저스 - 오세린

- 2016년
  - 누구를 위한 알케미스트 - 소피아
  - 페르소나 5 - 타케미 타에
  - 전국무쌍 사나다마루 - 소년기 사나다 유키무라

- 2017년
  - 무쌍 스타즈 - 이이 나오토라, 레그리나

- 2018년
  - 무쌍 오로치 3 - 이이 나오토라
  - 소녀전선 - DSR-50, 81식 카빈
  - 전장의 발큐리아 4 - 카렌 스튜어트

- 2020년
  - 동방스펠버블 - 후지와라노 모코우

#### 외화
- 로빈 후드 - 메리안(루시 그리피스)
- 멘탈리스트 - 그레이스 밴 펠트(아만다 리게티)
- 스웜프 샤크 - 크리스탈(소피아 시니스)
- Easy A - 매리앤(아만다 바인즈)